# Liparis suborbicularis
Espèce
Synonymes
- Liparis epiphytica subsp. pentagonalis (Szlach.) Marg.[1]
- Liparis pentagonalis Szlach.[1]

Liparis suborbicularis Summerh. est une espèce de plante à fleurs de la familles des Orchidaceae (les orchidées) et du genre Liparis, endémique d'Afrique centrale.

## Description
C'est une petite herbe dotée de pseudobulbes, dont les feuilles peuvent atteindre 8,5 cm de longueur.

## Distribution
Assez rare, subendémique, elle est présente sur deux aires disjointes, principalement au Cameroun dans trois régions (Nord-Ouest, Sud-Ouest et Sud), ainsi qu'au sud-est du Nigeria.